# Runenfibel von Beuchte

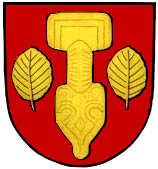
Wappen von Beuchte mit der Runenfibel

Die Runenfibel von Beuchte (KJ 8; SG-12) stammt von einem Körpergräberfriedhof bei Beuchte, einem Ortsteil von Schladen-Werla in Niedersachsen.

## Beschreibung
In der Lehmkuhle, unweit der Oberen Schierksmühle, bei Beuchte fand Franz Niquet (1910–1986) zwischen 1955 und 1960 neun Körperbestattungen und zwei, wahrscheinlich kaiserzeitliche Brandschüttungsgräber. Sie bargen zwei oder drei Erwachsene und sechs Jugendliche oder Kinder.
Unter den Bestattungen enthielt das 2,7 m tief gelegene Frauengrab die reichsten Funde, darunter fünf Schlüssel, eine Haarnadel und ein Tongefäß. Die als Grabbeigabe gefundene Beuchter Runenfibel ist eine feuervergoldete silberne Bügelfibel. Ihre Ritzungen und Runen auf der Rückseite sind einzig in Niedersachsen und eines der ältesten Dokumente der norddeutschen Schriftgeschichte. Auf der Fibel findet sich die keine Abnutzungsspuren aufweisende, womöglich erst nach dem Tode der Trägerin eingeritzte Inschrift: „Buirso“ (wohl der Name des Runenmeisters) und die Futhark-Reihe von f bis r, (erweitert um z und j). Die ersten acht Zeichen der Futhark-Reihe, gelten als „Alphabet“-Zauber oder „magische Formel“.
Dem Mann, der in 2,9 m Tiefe in einer 0,75 × 2,5 m großen Holzkammer auf einem Totenbett beigesetzt war, hatte man einen Bratspieß, einen Kamm, eine Lanze, und einen Schild mitgegeben und einen Solidus Anastasios’ I. (491–518 n. Chr.) in den Mund gelegt. Auch aus den übrigen Gräbern konnten herausragende Beigaben geborgen werden, darunter silberne Bügelfibeln aus Grab 3 und Grab 5. Neben mehreren Tongefäßen ist ein geschliffener großer  Bergkristallanhänger erwähnenswert.
Das Gräberfeld von Beuchte ist aufgrund der Grabbeigaben vermutlich ins 2. Viertel des 6. Jahrhunderts zu datieren.  Beigaben, die Bestattung auf Totenbetten und der Grabbau, lassen in drei Gräbern Verbindungen nach Nordthüringen erkennen.
Die Fibel und andere Fundstücke der Grabung befinden sich im Braunschweigischen Landesmuseum.